# كلافيديا بويارسكيخ
كلافيديا بويارسكيخ (Klavdiya Boyarskikh) (الروسية: Кла́вдия Серге́евна Боя́рских) هي لاعبة أولمبية لرياضة تزلج ريفي من الاتحاد السوفييتي. شاركت في الأولمبياد الشتوي في 1964، وفازت بما مجموعه 3 ميداليات.

## الميداليات
| ذهب | فضة | برونز | المجموع |
| 3   | 0   | 0     | 3       |

## روابط خارجية
- كلافيديا بويارسكيخ على موقع الاتحاد الدولي للتزلج (التزلج الريفي) (الإنجليزية)
- كلافيديا بويارسكيخ على موقع اللجنة الأولمبية الدولية (الإنجليزية)
- كلافيديا بويارسكيخ على موقع أوليمبيديا (الإنجليزية)